# 夢幻伝説 タカマガハラ
『夢幻伝説タカマガハラ』（むげんでんせつ タカマガハラ）は、立川恵による日本の漫画作品。作者の代表作のひとつ。副題に『DREAM SAGA』（ドリーム・サーガ）の英題がついている。

## 概要
『なかよし』（講談社）にて、1997年2月号から1999年6月号まで連載された。講談社「KCなかよし」より単行本刊行。全5巻。また、2004年3月より、作者本人の手で単行本未収録の番外編が数作品ほど描かれた同人誌が作られ、作者直営同人誌通販ウェブサイトMEGUMI-YAにて頒布されている。
作品内容は日本神話の中にある岩戸伝説をモチーフとした異世界ファンタジーで、自然破壊と環境保護がテーマ。5つの勾玉のアイデアは『里見八犬伝』がモチーフとなっている。
ドイツでも『Dream Saga』のタイトルで漫画単行本が発刊されている。題の後ろには本来の題字である『タカマガハラ』の文字がある。

## あらすじ
神代小学校5年1組に通う若狭結姫は、登校中に空から降ってきた赤い〈勾玉〉を拾う。結姫がそれを持って鏡の前に立つと、鏡の中に見知らぬ女性の姿が映り出した。幽霊と思って怯える結姫だが意を決して話を聞いてみると、その女性・思兼神（鳴女）は結姫の住む人間の世界・〈中ツ国（ナカツクニ）〉とは異なる神々の世界・〈高天原（タカマガハラ）〉の〈太陽〉を司る女王・天照の側近だという。天照は病に倒れて危険な状態にあり、高天原の太陽である彼女の命が消えれば高天原も滅んでしまう。そうなれば中ツ国の太陽も消えてしまい、2つの世界の生きとし生ける者すべてが滅び去ってしまうと告げられる。そして、それを救えるのは勾玉を受け取った者だけであると……。
彼女が幽霊ではないと知ってひとまず安堵した結姫は突然眠気に教われ、話を全て聞く事なくベッドにもぐりこんでしまう。しかしそれこそが結姫を高天原に誘う行動だった。実は高天原と中ツ国は別のようで同じ世界。中ツ国の人間が眠りについて見る夢こそが高天原世界の自分自身の行動であり、眠りと目覚めを通して曖昧になってしまう記憶を勾玉の力で保つ事が出来る。
目覚めると砂漠にいた結姫は想いを寄せるクラスメイト・甲斐隆臣によく似た盗賊の頭領・隆臣と出会い、憧れの人とは正反対の彼の粗暴な性格に反発しながら行動を共にする事になる。やがて自分が高天原に伝わる伝説の救世主・〈地平線の少女〉と知った結姫は隆臣と共に、勾玉を持つ4人の〈天ツ神（アマツカミ）〉を仲間にして〈天岩戸〉を目指し、天照を救うための旅に出発する。
旅先で遭遇した人間の欲望に傷つけられる命あるものたちに奇跡を起こしていく中で、勾玉を得た仲間の天ツ神たちは記憶を共有してみると全員が結姫のクラスメイトだった。高天原の『隆臣』と中ツ国の『隆臣君』も同一人物だろうと結姫は推測する。しかし、旅の果てで彼女たちが知った〈天の岩戸伝説〉の真実は、とてつもなく恐ろしく残酷なものだった。

## 登場人物
『タカマガハラ』では中ツ国と高天原の世界を行き来するため、キャラクターが二重に存在する。勾玉を持つ者（地平線の少女と天ツ神）だけが2つの世界の記憶を共有し、その相互影響の元で事実上の同一人物として振る舞える。そのため勾玉を持つ者に関してのみ同一人物として併記し、それ以外の者に関しては同一人物と見なしうる状況にあっても併記は行わず異なるキャラクターとして表記する。

### 地平線の少女と天ツ神
若狭 結姫（わかさ ゆうき）
神代小学校5年1組に通う少女。1月7日生まれ。星座は山羊座。血液型はB型。身長145cm、体重38kg。出席番号36番。特技は「まとめて正座」と説教。趣味は節約。空から降ってきた赤い勾玉を拾ってから行き来できるようになった『高天原』世界では伝説の救世主『地平線の少女（ホル・アクティ=地平より生まれる光の意）』と呼ばれる。
4人姉弟の長女。やんちゃ盛りの3人の弟を躾けるための独自の威圧法を持ち、これを『母さんパワー』と呼んでいる。気が強くて世話好きな家庭的肝っ玉少女。クラスメイトの甲斐隆臣が好きだが、好意をイマイチ形にしきれない奥手な一面も。高天原で初めて出会った片思いの相手に瓜二つながら性格は正反対の『隆臣』に反発しながらも惹かれ合っていく。勾玉に宿る「宝珠開放（アルフォー・クロア）」の力を使うことで人ならざる者と会話ができたり、森羅万象に宿る精霊の力を借りる事ができる。
物語終盤で実は天照の後継者として体ごと高天原にやってきた人間という事実が判明する。そして、高天原で結姫と同じ魂を持つ存在『太陽をつなぎとめる樹』と意識を一体化させることで『真なる伝説の少女』として覚醒。本来その力は「破壊神スサノオが天照もろとも世界を滅ぼした後に再生される世界を照らすため」に使われるものだったが、結姫自身はこれを拒否。その力を持ってスサノオに立ち向かい、スサノオの中に眠る隆臣の意識を覚醒させた。しかし隆臣が結姫と使命との板挟みの末に自ら死を選んでしまった事で一瞬だけ自暴自棄になるが、「隆臣が救ってくれた世界を見守る」ために元の世界（中ツ国）で生きていくことを決意。もう二度と隆臣とは会えないと思っていたが、最終回の神代中学の入学式で高天原の記憶を持った隆臣と涙の再会を果たす。なお、続編の同人誌では隆臣を御せる唯一の人間という事もあり学校全体で『姐さん』呼ばわりされる羽目になってしまった。
甲斐 隆臣（かい たかおみ）
結姫のクラスメートで憧れの人。1月30日生まれ。水瓶座。A型。身長145cm、体重37kg。
穏やかで心優しく、笑顔が可愛い少年。ただその分、周囲の反応や他人の感情の機敏には疎い面も否めない。中盤では親の都合で転校し、結姫への想いを告白することなく離れて行ってしまう。
実は高天原の隆臣と同じ魂を持つ存在。勾玉を持たないので記憶の共有はされないが、後に高天原の隆臣が勾玉を手に入れた事で一時的な記憶の共有がされるものの意識を失い生死の境をさ迷う。高天原の隆臣が『死んだ』時と同時に死亡するが、鳴女の力により高天原の隆臣の記憶と魂をフィードバックされる形で蘇生した。その後、神代中学への入学を期に結姫と再会する。なお、記憶のフィードバックの影響か元々そうなる運命だったのか、中学時代の彼の人格は高天原の隆臣そのものへとスイッチしてしまっており、さらに中学では手のつけられない番格となって結姫を大いに嘆かせた。
隆臣（タカオミ）
高天原において名を馳せた盗賊団の首領。15歳。雪の月（タラ）15（7月15日）生まれ。A型。身長168cm、体重59kg。結姫が高天原で初めて出会った人間。
性格は粗暴そのものであり、当初結姫には反感を持たれていた。多妻が幸福を呼ぶと言われている村で育った為、出会った女性は必ず口説く（それが村での礼儀だった）。粗暴さの裏には孤独な生い立ちゆえの悲しさが秘められており、ふとした所で彼なりの優しさを見せる。徐々に結姫に惹かれ始めるが、旅の仲間の中で自分だけ勾玉を持たず『中ツ国』の記憶を共有できないことに苦しむようになる。好きな事は寝る事・食う事・せまる事。
その正体は高天原の破壊を司る『建速須佐之男命（スサノオノミコト）』の力を秘めた勾玉を継承する6人目の天ツ神である。しかし、この勾玉は「運命に従い大自然の代行者として人間に滅びの裁きを下す」ために存在するものであり、継承した瞬間に隆臣自身の意識は大自然から流れ込む破壊の衝動に全て塗りつぶされ、体もドラゴンへと変異してしまう。世界に破壊をもたらす寸前で結姫の力により自我を取り戻した隆臣は、これが一時的なものでしかないことを悟る。結姫に「天照を滅ぼす代わりに自分を滅ぼして欲しい」と請願されるも、彼女への愛を自覚する隆臣はこれを拒否。自ら太陽に飛び込んで死を選び、世界を救った。
因幡 颯太（いなば そうた）
結姫のクラスメート。4月10日生まれ。牡羊座。A型。身長144cm、体重36kg。
トップクラスの成績を誇る秀才少年だが、神経質な性格で人付き合いが悪く協調性がない。頭の良さを鼻にかけて人を見下す傾向があり、クラスの問題児の一人。同じく問題児の那智とは犬猿の仲。
カナヅチで運動神経に難あり。胃痛持ちという噂がある。のちに高天原の『颯太』の記憶の影響で和泉那智と気安い間柄となり、彼の勉強を見ていたせいで私立中学に落ちてしまい、結姫たちと同じ中学に入学した。
颯太（ソウタ）
『布刀玉命（フトタマノミコト）』の力を秘めた勾玉を継承し、因幡颯太と記憶を共有する『天ツ神』の一人。14歳。刻の月（バゲ）21（2月21日）生まれ。A型。身長164cm、体重55kg。
長髪の知的な青年で「因幡颯太」よりも大人びた印象を持つ。結姫と出会い力と記憶が共有されるまでは、砂漠にある街の神官であり水鏡を使う『透視人（シーヤー:占い師）』だった。現実に『視て』しまうため幽霊が苦手。「和泉那智」とは中ツ国で犬猿の仲だったが、高天原で美女として現れた那智に動揺して強く意識するようになる。「因幡颯太」の影響でカナヅチになってしまった。
『布（サリヤス）』の呪文により、その場所の森羅万象を読み解く力を持つ。
和泉 那智（いずみ なち）
結姫のクラスメート。12月27日生まれ。山羊座。B型。身長148cm、体重37kg。
巨大企業「イズミ・コーポレーション」の社長令息。金髪蒼眼の美少年だが口が悪くワガママ。名門の令息らしく、いわゆる「金持ちの道楽（テニス・乗馬・ダンスなど）」は一通りこなす。
女が大嫌いで、男子だが隆臣の事を恋愛対象として見ており（人目を気にせず飛び付くなど、強烈なアプローチを仕掛ける）、結姫の恋敵でもある。しかし、高天原の『那智』の影響から颯太と気安い間柄になっていく。
那智（ナチ）
『天宇受売命（アメノウズメノミコト）』の力を秘めた勾玉を継承し、和泉那智と記憶を共有する『天ツ神』の一人。16歳。衣の月（ドギ）30（3月30日）生まれ。B型。身長158cm、体重48kg。
『高天原』の都『リューシャー』にある神王宮の女官で、都随一の踊り子（ドール）になる事が夢。勾玉を得て和泉那智と記憶を共有するようになってからは、男勝り度がアップしている。隆臣も彼女だけは口説こうとすると悪寒が走って口説けなかった。中ツ国で犬猿の仲だった颯太と高天原で合流してからは急接近していく。颯太をからかったり、何かと弱点の多い颯太のフォローに回る事も。
『宇（フーア）』の呪文により、舞と音楽で周囲を浄化する能力を持つ。
日向 泰造（ひゅうが たいぞう）
結姫たちと同じ学校に通う5年5組のガキ大将。5月13日生まれ。牡牛座。O型。身長149cm、体重45kg。
力押しが得意で、中学生とケンカして勝利するほどの暴れん坊。性格は単純で純情一途。登場人物で彼のみ前述の同人誌版で将来の姿が明確に描かれており、本編から11年後に国語教師となって神代南高等学校に赴任している。
泰造（タイゾー）
『天手力男命（アメノタジカラオノミコト）』の力を秘めた勾玉を継承し、日向泰造と記憶を共有する『天ツ神』の一人。17歳。風の月（ドギ）6（5月6日）生まれ。O型。身長186cm、体重68kg。
流れの賞金稼ぎで、結姫たちと出会った時は盗賊の首領として賞金が賭けられていた隆臣を狙っていた。『思兼神』の鳴女に一目惚れし、鏡を通じて少しずつ距離を縮めていく。
『力（アグマ）』の呪文により、両手から重力波を放ち物体を破砕、もしくは怪力を出す能力を持つ。
モデルはネプチューンの原田泰造。
相模 圭麻（さがみ けいま）
泰造のクラスメート。6月12日生まれ。双子座。AB型。身長145cm、体重45kg。
落ち着いた印象だが実はつかみ所のない性格で、独特の世界観を持つ。拾ったゴミで工作をするのが趣味。口癖は「もったいない」で、気に入ったゴミにはほおずりさえするエコロジー意識にあふれている。
圭麻（ケイマ）
『伊斯許理度売命（イシコリドメノミコト）』の力を秘めた勾玉を継承し、相模圭麻と記憶を共有する『天ツ神』の一人。15歳。薬の月（シラク）7（10月7日）生まれ。AB型。身長169cm、体重58kg。
『リューシャー』の地下居住区に住む発明家で、ゴミを拾い活用することを趣味・生業としている。状況に応じて多くの便利アイテムを提供してくれる。法螺話などで人をまぜっかえして喜ぶ、多少ひねくれた性格をしている。
『理（リウナ）』の呪文により、発明品に原料の性質を吹き込む事ができる。
モデルはSMAP（連載当時）の稲垣吾郎。

### 中つ国の人々
若狭 光介（わかさ こうすけ）
結姫の弟。やんちゃ盛りで毎日弟たちと喧嘩を繰り返し、結姫の手を焼かせている。
若狭 陽一、陽二（わかさ よういち・ようじ）
結姫の弟。双子の兄弟。兄とは喧嘩が絶えず結姫の手を焼かせているが、2人とも根は姉思いの性格。
長門先生（ながとせんせい）
神代小学校5年1組の担任教師。日本神話に明るく、これを題材にした授業を行っている。3月9日生まれ。魚座。B型。
天然でぽやーっとした性格をしているが怒ると表面だって怒ることはせず、搦め手で報復を行うやり手。
『高天原』の『伽耶』に似ているらしく、本名は作中では伏せられているが、作者の立川は単行本欄外で「たぶん『長門 伽耶（ながと かや）』でしょう」としている。
夢渡神社の少女
同人誌「コイウタ」にのみ登場。『中ツ国』において鳴女と魂を同じくする少女。自家の神社『夢渡神社』において夢を介して神託を受ける能力を持つ「夢巫女」の地位にある。
本編終盤の『高天原』における『鳴女』のとある行動の影響を受けたために、同人誌版では下半身不随で外に出る事ができず、泰造とすれ違いまくる。また夢巫女であるがゆえに『高天原』の『鳴女』の記憶をほぼ完璧に受け継いでいる。最終的には神代南高等学校に入学して泰造と再会を果たす。
なお同人誌版のみの登場を前提としているため、本名の設定が存在しない。

### 高天原の人々
鳴女（ナキメ）/思兼神（オモヒカネノカミ）
『高天原』世界において『天照』の補佐を行う女性。この世界においての『神名（天照・思兼神など）』はいわゆる『役職名』のようなものであり、本名ではない。A型。
封印された勾玉を解放する事により『地平線の少女』と『天ツ神』を見出した張本人。『天照』と共に『天珠宮』という空に浮かぶ社におり、結姫たちの前には実体を現せない。そのため結姫に授けた鏡である『神獣鏡』か、もしくは池や鏡を通して幻影を見せる。ただし神獣鏡でなければ会話は出来ず、こちらからの声も聞こえない。知的で冷静な女性だがどこか肝心な所を忘れてしまう性格で、少々天然気味。実は寂しがり屋。泰造に好意を寄せられ、少しずつ心を通わせていく。
最終回で中ツ国の隆臣を救うために自分の生命エネルギーを使い果たして命を落としてしまう。その際泰造に「自分を探して欲しい」という言葉を残した。
ビンガ
『迦陵頻伽（カリョウビンガ）』と呼ばれる『聖なる鳥』で、結姫と行動を共にする。結姫や各『天ツ神』とは勾玉の力によって会話ができる。
普段は小鳥の姿だが、結姫の勾玉の力を受けて聖獣としての姿を現す事ができる。一人称は「アタシ」で女言葉を話す。口うるさくてわりとババ臭い性格。世界を汚し続ける人間を嫌っていたが結姫との出会いで人間を好きになり、「人間と自分たちは違う生き物じゃない」と思えるようになった。
伽耶（カヤ）
神王宮の巫女姫。宮の主『月読』の娘であり『天照』の姪にあたる。星の月（オンズ）20（1月20日）生まれ。B型。天珠宮との道を繋ぐ『神華鏡』の所有者。
甘えん坊で素直な性格。幼い頃は隆臣がお気に入り（＝初恋の相手）で、よく一緒に遊んでいた。昔も今も変わらず、隆臣が神王宮にいた頃の通称に由来した「サンちゃん」というあだ名で彼を呼ぶ。本来なら彼女が『天照』の後継者となるはずだった（圭麻がなぜ伽耶ではなく結姫が選ばれたのか質問したが、伽耶曰く「世界を汚してしまった月読の娘だから天照にはふさわしくない」との事）。過保護な父に囲われ無知で非力な姫と白眼視されながら育ったため自分に自信がなく、初めて自分を認めてくれた圭麻に恋心を抱くがその辺りは有耶無耶なまま終わった。最終話では隆臣が救った後の高天原を天照と共に守ってほしいと、鳴女から天珠宮を任される。
月読（ツクヨミ）
『高天原』を治める為政者で、神王宮の主。『天照』の兄であり伽耶の父親。『月読』は役職名で、本名は不明。
この世の全てを手中に収めんとする、凶暴なまでの欲望と野心の持ち主。その為なら何人死のうとも構わない。手下を使い自らの欲するものを全て手に入れようとした結果、世界に歪みを生じさせて『天照』を弱めるきっかけを作ってしまう。それでも彼の野心はとどまらず『高天原』のみならず『中ツ国』まで手に入れようと目論む。スサノヲとしての隆臣の力を利用する為に彼を唆し勾玉を手に入れさせるが、予想外のアクシデントで隆臣が予想よりも早くスサノヲとして覚醒してしまう。唯一大切にしていたはずの実の娘・伽耶を人質にしてまで彼を従わせようとするが、スサノヲ（隆臣）の手で砂と化して消滅するという暴君に相応しい哀れな最期を遂げた。
社（ヤシロ）
月読の部下。月読に常に付き従う側近的存在。
藍（ラン）
第17・8話に登場したタオナの村の少女。密かに育てている墨頭虫の子供たちのために天青鉱を盗み、村人たちに追われている所を結姫たちに助けられる。村人から疎ましく思われていたが、最終的には和解した。
錬金術師（マイスター）
第19話に登場。鉱物博士の老人。「会えば魂を吸い取られる」という噂を立てられており、実際世界を汚し続ける人間に絶望し「世界を汚さない清い生き物」に生まれ変わらせようと、近付いてくる人間の心を氷に封じ込めていた。しかし結姫たちと氷の精霊との出会いを経て、もう一度人間を信じる事を決意する。
真苗（マナエ）
第19話に登場。錬金術師の孫娘で、彼と2人暮らし。人間嫌いの錬金術師が唯一側に置いていた存在。

## 用語集
高天原（タカマガハラ）
神々の世界と呼ばれる場所。人間の世界とは夢を通して繋がっており、この世界には全ての人間に「もう1人の自分」がいる。眠ると高天原に行けるが、普通の人間は2つの世界を行き来する間に記憶をなくしてしまう。高天原の住人は死ぬとすぐ別のものに生まれ変わり（転生する前と同じ生き物に生まれ変われるとは限らない）、生まれ変わる前の記憶がなくとも「自分」という存在は2つの世界で永久永劫生き続けていく事が出来る。錬金術師曰く「高天原の自分が死ぬと中ツ国の自分も死ぬ」という事にならないようになっているかららしい。
中ツ国（ナカツクニ）
人間の世界。高天原とは夢で繋がっている。高天原では伝説の世界とされていた。鏡や神社とも繋がっている事がある。
神獣鏡（シンジュウキョウ）
結姫が鳴女から授かった、聖獣の模様を模った鏡。代々思兼神を継ぐ者が所有している。第2話で紛失してしまうが、那智が商人から買い取っていた。
砂漠花（デイザリア）
第2話に登場。砂漠に生息する巨大な人食い花で「人食いのデイザリア」と呼ばれる。砂漠では花粉を蒔く事が難しく、やって来た者に花粉を運ばせようとしたが皆攻撃してくる為、仕方なく食べていた。しかし真の姿に戻ったビンガの背に乗った結姫によって、花粉を運んでもらえた。
神々の黄昏（ラグナレク）
第3話のビンガの台詞にて初登場。高天原に古くから伝わる話で、何千年かに一度やって来る神々の黄昏の時に伝説の少女が太陽を取り戻してくれるという「終末伝説」。神王宮で颯太と那智が颯太の勾玉の力によって、終末伝説の続きの碑文を偶然発見する。作中での重要なキーポイント。
柑橘虫（シトロン・ヘロス）
第4話に登場。巨大な羽蟻（女王蟻）。砂漠地帯に卵を産む。普段は人を襲わないが卵の在り処を探して町に現れ、人々に恐れられていた。
空遊機（エア・オート）
第5話にて登場。圭麻が発明した宙に浮く乗り物。月読が偽物を量産した為、リューシャーの都の空気は汚れてしまった。
風精草（シルフ・デイジ）
第5話に登場。大気を養分にして咲く花で、宙に浮いている。
玉髄虫（アゲート・ナイト）
第5話に登場。アンモナイトに似た水中生物。身は高級食材に殻は高価な装飾品になる。減少しているため獲る事を禁じられているが、密猟者によって奪われていた。
王鋼糸（ファルコン・ファイバ）
第6話に登場。高天原で製造される丈夫な糸で、密猟者の網に使われていた。隆臣と泰造の2人がかりでも斬るのがやっとな程の強度を誇る。
斑魚（ゼウグ）
第6話に登場。巨大なウナギのような生物。主に月読の手下が乗り物として使用。月読自身も4匹飼っており、「伊加流（イカル）」「多陀羅（タダラ）」「伊津子（イツユ）」「麻香（マコウ）」という名を付け可愛がっている。
飢魚（ゴルゲイア）
第8話に登場。尖った背びれを持つ魚。雑食でどんな物でも食べられる。明確な生息地は不明。昔から食用にはされていない。結姫が海に帰した1匹が結姫の呼びかけに応じて仲間を引き連れて現れ、幻珊瑚の森に撒かれた灯油を食べ尽くした。
幻珊瑚（マボロシサンゴ）
第8話に登場。水中ではなく水辺に木のように生息している珍しい種類。水の綺麗な場所にのみ卵を産む。その卵は真っ赤な色をしており、上から降ってくる様子はさながら赤い雪のようである。年に一度リューシャーから300サイト下った村で「幻珊瑚の祭」というのが催され、降ってくる卵の効果か否かは不明だがその時に中ツ国に存在する「もう1人の自分」に会う事ができ、とても幸せな気持ちになれる。月読の手下が海に灯油を撒いてしまった為、祭は長い間行われなかった。
幻珊瑚のピアス
第22話に登場。本編連載時はその来歴は語られず、隆臣から結姫へのプレゼントとして登場した。実は圭麻が幻珊瑚を材料に制作した装飾品である事が同人誌版『ユメノキヲク』で明かされる。同作では、なぜか隆臣の蘇生時に二つの世界の境を越え中ツ国に現れたような描写がある。そして中ツ国にて中学生の隆臣から中学生の結姫へと再び手渡された。後に同人誌版『コイウタ』において勾玉の代替品となる事が判明。また、この事により圭麻が引き出した「幻珊瑚の能力」が二つの世界を繋ぐ力である事が判明する。
リューシャーの都
第9話にて登場。高天原の中心都市で、月読が圧政を布いている。圭麻の住む都市。
神王宮（シンオウキュウ）
第9話にて登場。月読の城。周囲が防護ドームで覆われている。隆臣は幼少期、ここに住んでいた。
黒曜虫（シュドラ・ヘロス）
第9話に名前だけ登場。圭麻が空遊機の開発にあたり力を借りた虫。
水晶虫（クリスタル・パックワーム）
第9話にて登場。蜂に似た巨大生物。群で空を飛び行動する。水晶を食物としそれを噛み砕く事で繭を作る。神王宮のドームはこの虫の水晶を含んだ体液で造ったため、絶滅したかと思われていたが、生き残りが神王宮を襲撃し伽耶を攫っていった。
天珠宮（テンジュキュウ）
第12話で名称だけ登場し、実際に登場したのは第26話。天照が住む場所。天空のどこかに存在するが、普通の人間が見付ける事は不可能。思兼神だけが側で仕える事が出来る。
神華鏡（シンカキョウ）
第12話にて登場。代々王家の巫女姫が受け継ぐ華の模様を模った鏡。神獣鏡と合わせ鏡にすると、天珠宮への道が開ける。
飛空船（エア・シップ）
第13話にて登場。圭麻が虫の抜け殻で作った飛行船であり、大気は汚さない。圭麻が勾玉の力で作った為、圭麻の呼びかけに応じて遠く離れた場所でも飛んで来られる。結姫たちの主な移動手段。虫の記憶が僅かに残っている。第16話で「ブルースカイブルー号」という名前である事が判明した。
白銀花（シルヴィア）
第15話で名前だけ登場。火山付近に咲く花で、空気を清浄する力がある。圭麻が空気清浄キャンディを製作するのに使った。甘い味らしい。
藻屑蟹（シザー・クレス）
第15話に登場。巨大な蟹の姿をしている。背中に海藻や草木を付ける習慣を持つ。人間たちが住処にゴミを投棄し続けたのが原因で、やがてゴミの塔と化してしまったが、那智の浄化能力により救われた。
春藍魚（オーキッド）
第15話で登場した圭麻が作ったアクセサリーの元となった魚。この魚のヒレで作られたアクセサリーを着けると、多少は水中で呼吸が出来る。
墨頭虫（カーボン・ヘッド）
第15話に登場。本来はさほど凶暴ではない生物。金属を好んで食べるが人間が金属を掘りすぎた為、飢えて結姫たちに襲い掛かってきた。第18話でその子供が登場するが、こちらはとても愛らしい容貌である。
タオナの村
第18話に登場。温泉地帯近くの村。月読直轄の天青鉱の産出地。豪雨による土砂で埋まってしまったが、結姫の活躍で村人は全員無事だった。
天青鉱（セレスタイン）
第18話に登場。タオナの村原産の高天原の鉱物。武器が作れる為、月読が大量に掘らせていた。
月桃の花（フスティシア）
第18話に登場。高天原の代表的な子守唄。那智が墨頭虫の子供たちの為に歌った。
火炎石（ファイア・ストン）
第19話に登場。鉱石の一種で、火の力があるとされる。圭麻が勾玉の力を使い、火の力を引き出した。
菱石鉱（ロード・クロサイト）
第19話に登場。鉱石の一種であり、圭麻曰く珍しい物らしい。
水晶の森
第20話に登場。シエロブ山の山頂近くにある。その名の通り水晶で出来ており、水晶虫の住処。
水晶の守護神
第20話に登場。その正体は8つの首を持つ大蛇（オロチ）。水晶虫は水晶を食べさせてもらう代わりに、あまり動けない彼の為に水晶の森の警護を行うという共生関係を保っている。神王宮から攫われた伽耶は、この守護神に捧げられた。

## 関連書籍

### 単行本
講談社「KCなかよし」刊。後述の同人誌版に対して「本編」と呼称されることがある。
- 第1巻 1997年10月発行 ISBN 4-06-178873-6 第1話 - 第5話
- 第2巻 1998年2月発行 ISBN 4-06-178881-7 第6話 - 第10話
- 第3巻 1998年8月発行 ISBN 4-06-178895-7 第11話 - 第15話
- 第4巻 1999年6月発行 ISBN 4-06-178903-1 第16話 - 第21話
- 第5巻 1999年9月発行 ISBN 4-06-178921-X 第22話 - 最終話（第27話）

### 同人誌
立川恵サークル「MEGUMI-YA」（有限会社 エム・ティー スタジオ）発行。講談社『なかよし』編集部許可済。単行本未収録。
- Girl's Ceremony
  - A5判、2004年3月10日発行
  - 本編外伝。本編に対するならば第3,4巻内における各種ストーリーのどこかに挿入される話。
  - 少女漫画では定番のバレンタインデーにまつわる話。

#### 中学編
以降の同人誌は原作最終話終了後のストーリーを扱った後日譚的物語。本編では小学生だった主人公たちが中学生になってからの物語を描いている。
- ユメノキオク
  - A4判、2005年2月6日発行
  - 最終回で再会を果たした後の、結姫と隆臣の日常に関する話。
- コイウタ（前後編）- 全2巻
  - 双方ともA4判。2006年7月23日、前後編同時発行。
  - 本編内で決着がつかなかった泰造と鳴女の結末を描く話。
- Wish Snow 〜願い雪〜
  - A4判、2008年7月22日発行
  - 前回の『コイウタ』に次いでファンリクエストが多かった、中つ国での那智と颯太の話。

## 引用・参考など
1. ↑  本作単行本第5巻 p.69 作者（立川恵）欄外コメントより
2. ↑  本作単行本第5巻 p.77 作者（立川恵）欄外コメントより